# Église Saint-Pierre-des-Dominicains d'Héraklion
Pour les articles homonymes, voir Église Saint-Pierre.
L'église Saint-Pierre-des-Dominicains (grec moderne : Εκκλησία Αγίου Πέτρου (και Παύλου) των Δομηνικανών) est une église située dans la ville d'Héraklion, sur l'île de Crète, en Grèce. Elle est dédiée aux saints apôtres Pierre et Paul, bien que généralement connue sous le nom d'église Saint-Pierre,.
L'église Saint-Pierre-des-Dominicains est construite en tant qu'église catholique pendant la période vénitienne, plus précisément entre 1248 et 1253. Initialement église d'un monastère dépendant de l'Ordre cistercien, par la suite, elle passe sous la possession de l'Ordre des Prêcheurs. L'église sert non seulement d'église de monastère, mais également de lieu de sépulture pour le clergé vénitien de la ville. Pendant la période ottomane, l'église est convertie initialement en mosquée dédiée au sultan Ibrahim, puis en église orthodoxe,.
L'église est située sur le littoral de la ville d'Héraklion, à proximité de l'ancien port vénitien, de la forteresse et de la digue. Son architecture est de style gothique. Aujourd'hui, l'église, ainsi que les ruines l'entourant, sont classées en tant que site archéologique. L'église n'est ouverte au public qu'une fois par an, à l'occasion de la fête des saints Pierre et Paul,.

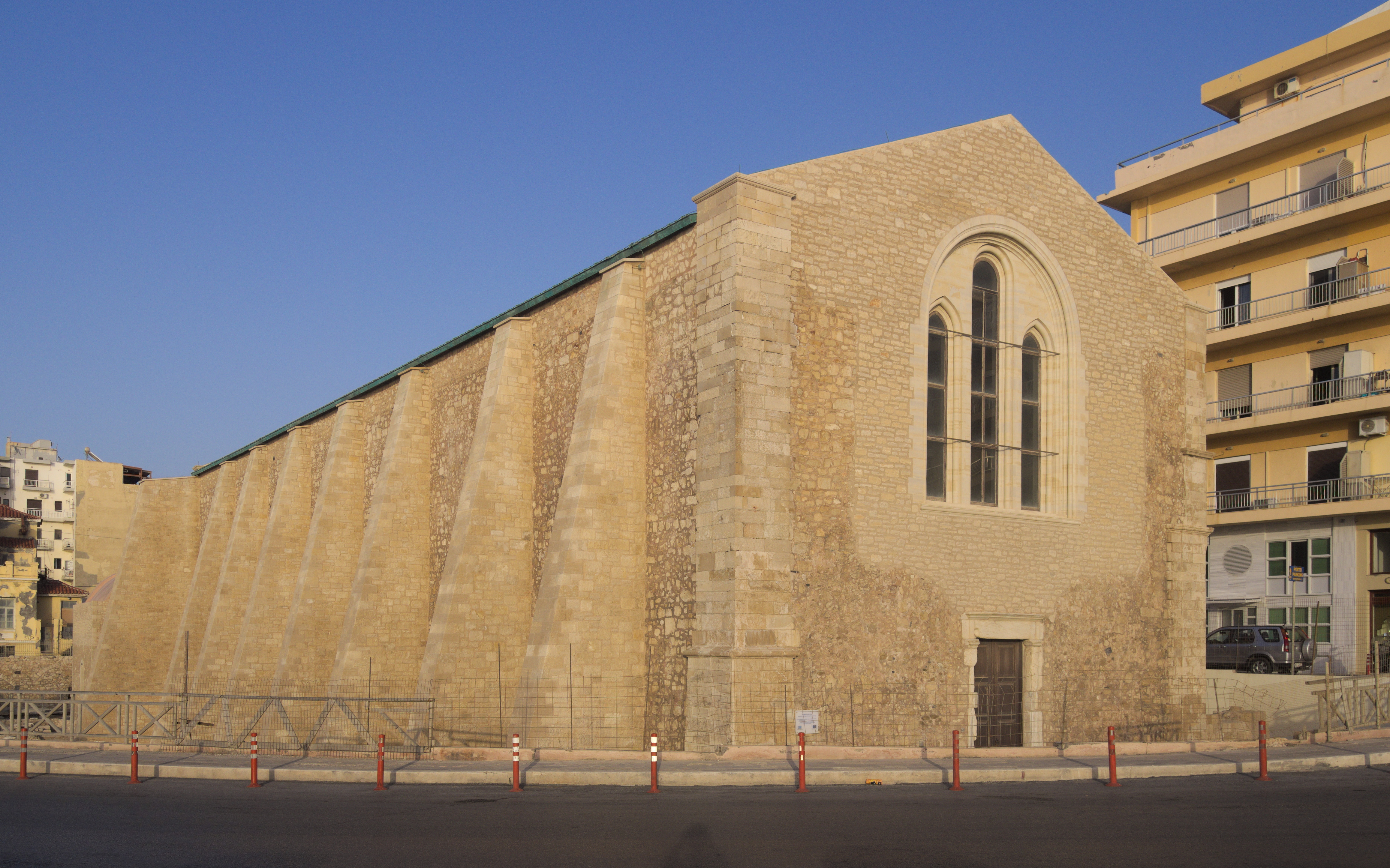
Vue de l'extérieur de l'église.